# Bistum Hà Tĩnh
Das Bistum Hà Tĩnh (lateinisch Dioecesis Hatinhensis, vietnamesisch Giáo phận Hà Tĩnh) ist eine in Vietnam gelegene römisch-katholische Diözese mit Sitz in Hà Tĩnh.

## Geschichte
Das Bistum Hà Tĩnh wurde am 22. Dezember 2018 durch Papst Franziskus aus Gebietsabtretungen des Bistums Vinh errichtet und dem Erzbistum Hanoi als Suffraganbistum unterstellt. Erster Bischof wurde Paul Nguyên Thai Hop OP.
Das Bistum Hà Tĩnh umfasst die Provinzen Hà Tĩnh und Quảng Bình.